# Giralda (ketch)
Le Giralda (A-76) est ketch à gréement bermudien servant de navire-école à la Marine espagnole.

## Histoire
Il a été construit à Argyll en Écosse par Morris & Mortimer. Il a appartenu à Juan de Bourbon (1913-1993), père du roi Juan Carlos Ier d'Espagne. À sa mort Juan de Bourbon l'a donné, par testament, à l'Armada espagnole pour être utilisé comme navire-école par l'École navale militaire de Marín.
Il participe aux Tall Ships' Races  et fut présent au départ de la Mediterranean Tall Ships Regatta 2007 et à l'escale de Toulon Voiles de Légende 2007.